# The Vines
The Vines er et alternativt rock-band oprindeligt fra Rishikesh i Australien. Deres genre er en blanding a 1960'ernes garagepunk og 90'ernes alternative rock. Bandet bestod indtil 2011 af Craig Nicholls (som lead guitar), Brad Heald (som bass guitarist), Hamish Rosser (som trommeslager) og Ryan Griffiths (som rytmeguitarist). I december 2011 forlod Rosser og Griffiths så bandet. The Vines opnåede hurtigt stor popularitet i Australien, og vandt bl.a. en ARIA musikpris for deres single Get Free (som også kan findes på deres album Highly Evolved).

## Diskografi
- Highly evolved (2002)
- Winning days (2004)
- Vision Valley (2006)
- Melodica (2008)
- Future Primitive (2009-2011)

| Musikgruppe | Spire Denne artikel om en australsk musikgruppe er en spire som bør udbygges. Du er velkommen til at hjælpe Wikipedia ved at udvide den. |